# Link Wray
Fred Lincoln 'Link' Wray (Dunn (North Carolina), 2 mei 1929 - Kopenhagen, 5 november 2005) was een Amerikaanse rock-'n-roll-gitarist. Vooral zijn invloed op de elektrische gitaar is groot. Hij introduceerde in 1958 met het instrumentale nummer Rumble de powerchord, waarmee hij de schakel vormde tussen de rustige, jazzy gitaarstijl van de eerste blues- en rock-'n-rollplaten en het latere, krachtiger gitaarspel van muzikanten als Jimi Hendrix, Jeff Beck, Jimmy Page, Pete Townshend, Peter Green en Eric Clapton.
Het Amerikaanse muziektijdschrift Rolling Stone plaatste Link Wray op nummer 98 van de 250 beste gitaristen aller tijden.

## Geschiedenis
Wray vocht in 1950 in de Koreaanse Oorlog. Daar liep hij tuberculose op, waardoor hij een long moest missen. Hierdoor kon hij niet meer zingen, waarna hij zich ging richten op de gitaar en het spelen van instrumentale nummers. Na verloop van tijd ging Wray toch weer zingen en dat hij een long miste was niet te merken. Zoals Pete Townshend het verwoordde: "... Maar die stem! Hij klinkt als een kruising van Jagger en Van Morrison. Soms zelfs als Robbie Robertson."
Eind 1955, begin 1956 verhuisde hij met zijn familie naar Washington D.C.. Samen met zijn broers Vernon (zang, beter bekend als "Lucky") en Doug Wray (drums) en bassist Shorty Horton richtte hij de countryband Lucky Wray and the Lazy Pine Wranglers op.
"Rumble" kwam eerst uit op Cadence Records van producer Archie Bleyer. Alhoewel die het niets vond, besloot hij het toch uit te brengen. De dochter van de platenbaas vond het namelijk een geweldig nummer, omdat het haar deed denken aan de vechtscènes in West Side Story. Hoewel het nummer door enkele radiostations werd geboycot omdat het jongeren zou opruien en aanzetten tot slecht gedrag, werd het een grote hit in de Verenigde Staten. Alleen al in 1958 werden er meer dan een miljoen singles van verkocht. "We played rock 'n roll ten years before it was given a name", zei Link Wray naderhand over deze turbulente periode.
Na "Rumble" volgden nog enkele hits, als "Rawhide" en "Jack the Ripper" (1963). Zijn populariteit schommelde en Wray kende meerdere comebacks. Met de retro-rockabilly-artiest Robert Gordon ging hij eind jaren zeventig op tournee en maakt hij enkele albums. Het nummer "Red Hot" werd in 1978 ook in Nederland een hit, en de twee stonden dat jaar op Pinkpop. Intussen had de punkbeweging Wray (her)ontdekt als oer-gitarist; eerder genoot hij al waardering van bewonderaars als Bob Dylan, Jeff Beck en Ray Davies.

## 'Noisy'

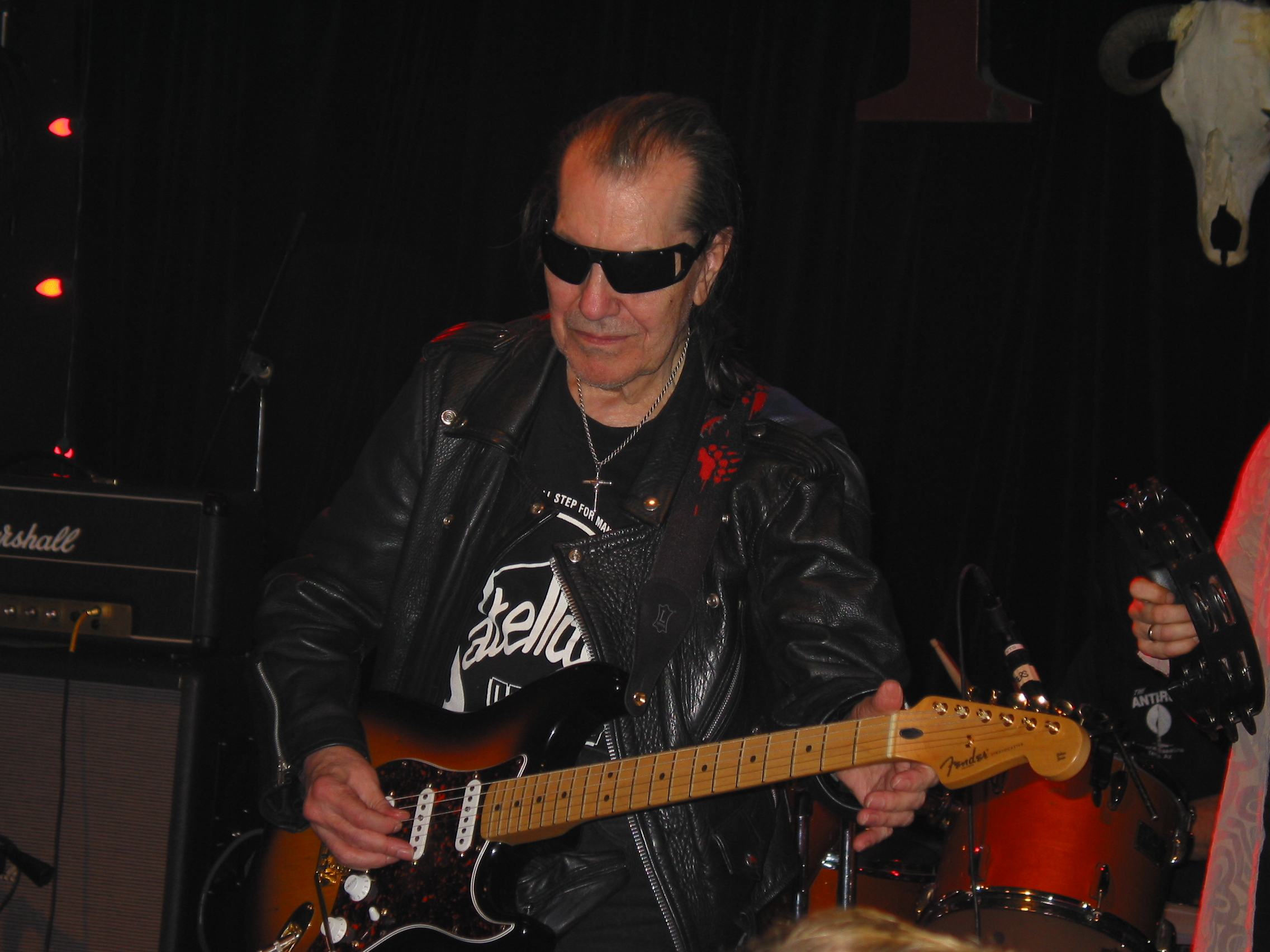
Wray in Seattle, 2005.

In 1983 verhuisde Wray naar Kopenhagen, Denemarken, waar hij trouwde met Olive, een Deense studente. Vanuit Denemarken bracht hij sindsdien nieuw platenmateriaal uit. Ook toerde hij vanaf de jaren tachtig regelmatig. Begin jaren negentig kwam hij opnieuw in de aandacht door de opkomende grungestroming, waar Wray een belangrijke inspiratiebron voor was, en de film Pulp Fiction, waarin zijn prijsnummer "Rumble" en "Ace of Spades" te horen is. De misschien wel fraaiste Rumble-uitvoering door Link Wray staat op een in 1974 door Polydor uitgebrachte elpee. Op de achterkant van de hoes schrijft The Who-gitarist Pete Townshend dat zijn kinderen van deze plaat houden "because it's noisy". En pappa Pete voelt zich oud als hij zijn kinderen maant uit de weg te blijven - hij moet dansen!
Wray had gedeeltelijk Indiaanse voorouders, zij behoorden tot het volk der Shawnees. Drie titels uit zijn werk verwijzen naar stammen van de oudste bewoners van Noord-Amerika: Shawnee, Apache en Comanche. Later, toen hij al bijna een vergeten gitaarlegende was, schreef hij nog nummers als Indian Child. De hoes van Link Wray (1971), een soort tweede debuut, toont trots Wray's gezicht in profiel, met indiaanse hoofdtooi.
Met zijn broers en familie leefde hij jaren teruggetrokken op een stuk grond in Maryland, waar begin jaren zeventig in een soort bouwval ("Wray's Shack Three Track") nummers werden opgenomen die later op drie volledig nieuwe elpees zijn verschenen. Namens Link Wray And His Ray Men wordt achter op een platenhoes uit deze jaren bij de bedankjes ook nog kort Mama Wray vermeld: "Many thanks to: Mama Wray for hot coffee and good chili", tijdens de opnamesessies op het plattelandserf.
Link Wrays laatste album, "Barbed Wire", kwam uit in 2000. Met platenmaatschappijen lag hij overhoop omdat die hem soms een beter verkopende, commerciëlere kant op wilden duwen. Wray: "Ik hoef geen geluid te maken voor de massa's, ik maak liever mijn eigen muziek."
Enkele weken na zijn dood kwam de Spaanse neosurf-formatie The Longboards met Requiem for Link, een nummer waarin Wray wordt geëerd met een variant op zijn fameuze Rumble-riff (2005, Barcelona, El Toro Rec.).

## Discografie
- Link Wray & The Raymen (1960)
- Great Guitar Hits by Link Wray (1962)
- Jack The Ripper Swan (1963)
- Link Wray Sings and Plays Guitar (1964)
- Link Wray Early Recordings (1963, heruitgave in 2006)
- Link Wray (1971)
- Mordicai Jones (1971)
- Be What You Want To (1972)
- Beans and Fatback (1973)
- The Link Wray Rumble (1974)
- Stuck in Gear (1975)
- Bullshot (1979)
- Live at the Paradiso (1979)
- Apache (1990)
- Wild Side of the City Lights (1990)
- Indian Child (1993)
- Shadowman (1997)
- Walking Down a Street Called Love - live (1997, livealbum)
- Barbed Wire (2000)